# Litteraturåret 1912

## Händelser

### Utan datum
- Tidens förlag grundas.
- S. Fischer Verlag utger det drama som gäller för att vara det första inom expressionismen, Reinhard Sorges Der Bettler.
- Carl Einsteins roman Bebuquin oder die Dilettanten des Wunders utges av Die Aktion, huvudsakligen en tidskrift i Berlin men även förlag i liten skala.

## Priser och utmärkelser
- Nobelpriset – Gerhart Hauptmann, Tyskland[1]
- Letterstedtska priset för översättningar – Bernhard Risberg för översättningen av Sofokles Antigone och Elias Janzon för översättningen av tredje bandet av Sextus Propertius Sexti Propertii Elegiae
- Kleistpriset utdelas för första gången och delas av Hermann Burte för romanen Wiltfeber och Reinhard Sorge för dramat Der Bettler

## Nya böcker

### A – G
- Aftonstjärnan av Hjalmar Söderberg
- Antika kaméer av Sigurd Agrell
- Arbetare. En historia om hat av Martin Koch
- August Strindberg och jag av Albert Engström
- Båge och lyra av Vilhelm Ekelund
- Den heliga elden, fem händelser av Walter Hülphers
- Den allvarsamma leken av Hjalmar Söderberg
- Döden i Venedig av Thomas Mann

### H – N
- Hadji-Murat av Leo Tolstoj (postumt)
- Körkarlen av Selma Lagerlöf[2]
- Mannens verk av Walter Hülphers
- Manuel de numismatique française av Adrien Blanchet (första delen, tillsammans med A. Dieudonné)
- Människor av Pär Lagerkvist

### O – U
- Pappa Långben av Jean Webster
- Pelles nya kläder av Elsa Beskow[3]

### V – Ö
- Vattendroppen. En historia om nykterhet och broderskap av Martin Koch
- Vi Bookar, Krokar och Rothar av Hjalmar Bergman
- The Way of an Eagle av Ethel M. Dell[4]
- Ämbetsmän på äfventyr av Sigfrid Siewertz

## Födda
- 18 januari – William Sansom (död 1976), brittisk författare.
- 24 februari – Folke Dahlberg (död 1966), svensk författare och bildkonstnär.
- 14 mars – Rolf Edberg (död 1997), svensk författare och politiker.
- 22 mars – Per-Erik Rundquist (död 1986), svensk författare och manusförfattare.
- 8 april – Walentin Chorell (död 1983), finlandssvensk författare, dramatiker och manusförfattare.
- 28 maj – Patrick White (död 1990), australisk författare, nobelpristagare 1973.
- 8 juli – Maria Wine (död 2003), svensk författare av danskt ursprung.
- 9 september – Marianne Zetterström (död 2011), svensk journalist, författare och kåsör.
- 25 november
  - Henry Denker (död 2012), amerikansk roman-, pjäs- och manusförfattare.
  - Francis Durbridge (död 1998), brittisk deckarförfattare.

## Avlidna
- 29 januari – Herman Bang, 54, dansk författare och journalist.
- 30 mars – Karl May, 70, tysk författare av framför allt "Vilda Västern-böcker".
- 14 maj – August Strindberg, 63, svensk författare, dramatiker och konstnär.
- 12 juni – Carl David af Wirsén, 69, svensk poet och litteraturkritiker.
- 2 augusti – Albert Ulrik Bååth, 59, svensk poet och museiman.

### Fotnoter
1. ↑  ”Nobelpriset i litteratur”. https://www.nobelprize.org/prizes/lists/all-nobel-prizes-in-literature/. Läst 20 mars 2011.
2. ↑  ”Selma Lagerlöfs böcker”. Arkiverad från originalet den 27 augusti 2011. https://web.archive.org/web/20110827002154/http://selmalagerlof.org/bocker.html. Läst 12 april 2011.
3. ↑  ”Elsa Beskows boktitlar”. Arkiverad från originalet den 14 december 2012. https://web.archive.org/web/20121214172009/http://kampanj.bonniercarlsen.se/beskow/titlar1.htm. Läst 12 april 2011.
4. ↑  Leavis, Q.D. (1965). Fiction and the Reading Public (rev.). London: Chatto & Windus